# 褓姆車

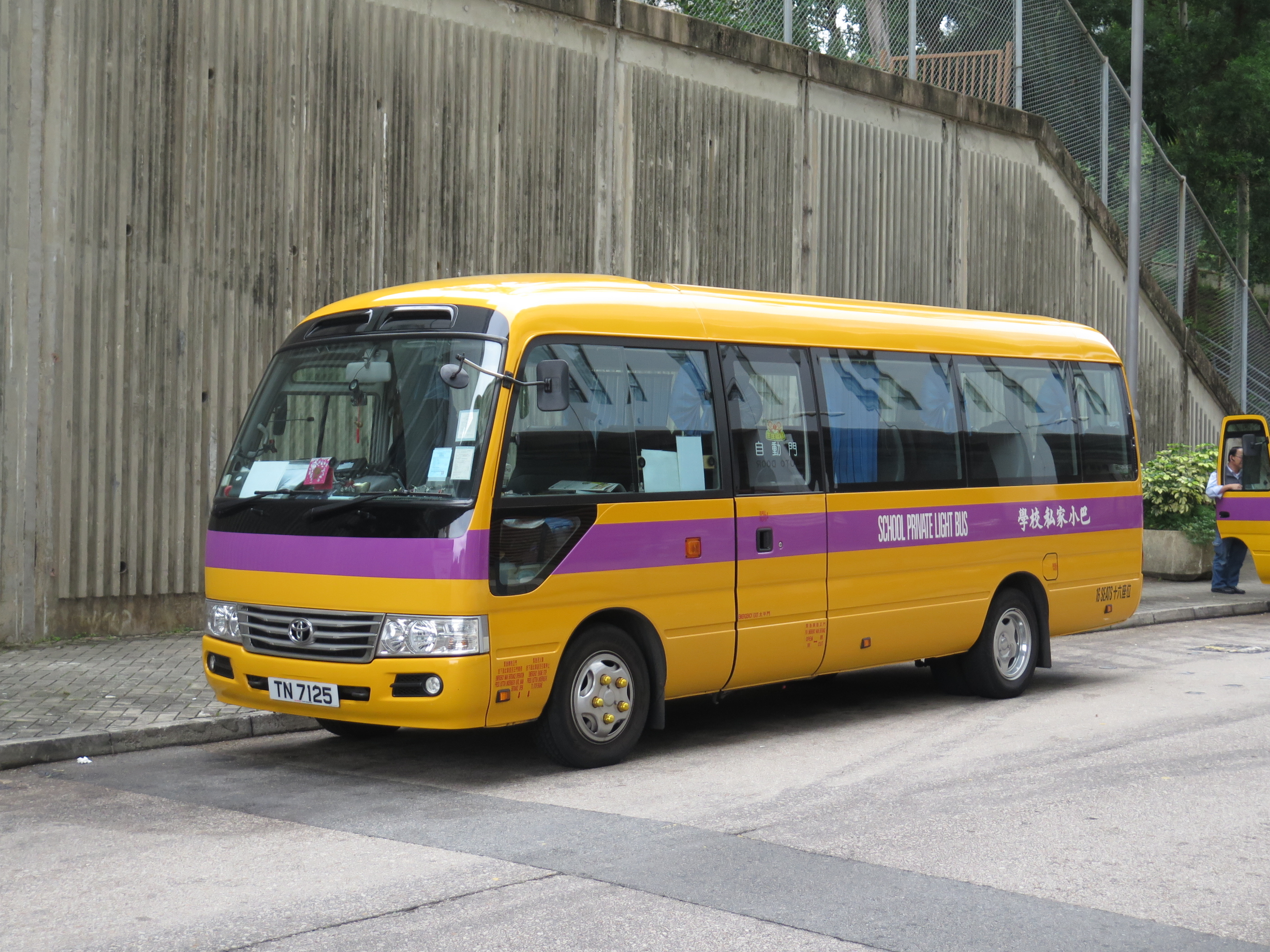
香港的褓姆車

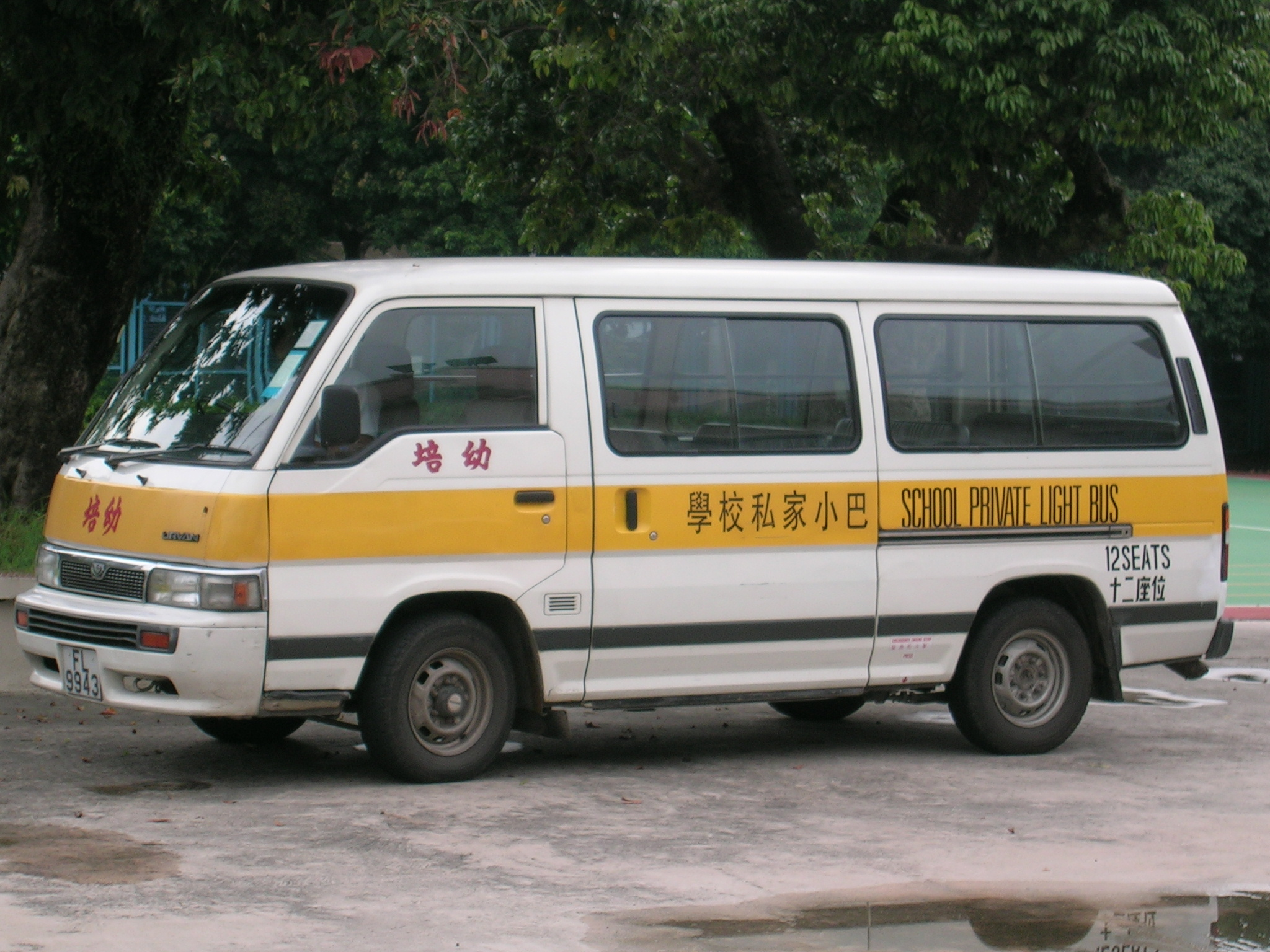
90年代至2000年代初的褓姆車外貌，這些褓姆車比1980年代由客貨車改裝的更舒適和安全

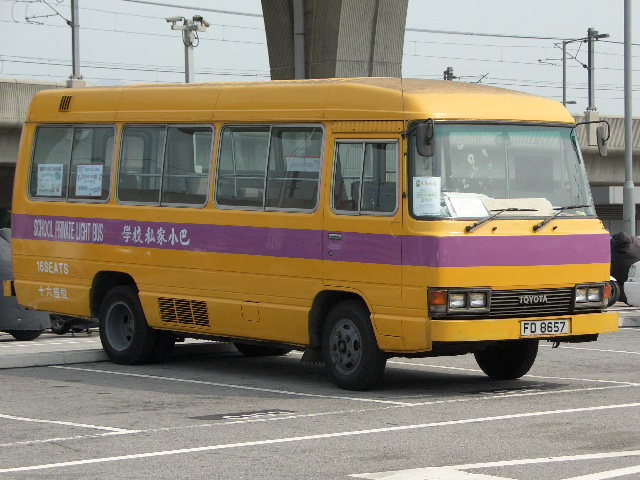
90年代16座位的褓姆車

褓姆車，又稱褓姆巴、褓姆小巴、學生小巴，在香港法例的名稱是學校私家小巴，是一種為學校提供學童接送服務的小型校巴。這一種早期的交通工具在1980年代最盛行之時，主要都是以麵包車改裝營運，每天中午都有很多褓姆車在學校區行走。當時這種交通工具未經政府准許，不受政府監管，直到1980年代後期一宗交通意外引致學童受傷，政府便立例所有褓姆車須取得牌照，而且必須在車身標上中文「學校私家小巴」及英文「SCHOOL PRIVATE LIGHT BUS」字樣，以及在車身四周髹上黃色橫條，並只能為固定學生提供服務。
在台灣，褓姆車通常指的是空間較運動休旅車（SUV）、多功能休旅車（MPV）還大，有5至8個獨立座位的廂形客車。這類褓姆車大多由租車公司所擁有，常用來搭載演藝人員、商務人士，或供團體旅行租用。

## 歷史
褓姆車是在1970年代開始盛行，當時一些幼稚園和托兒所，會採用一些客貨車接載學童往返學校，由原本只能載4-5人的褓姆車改裝座位，變成可載10-12的小童。1970年代後期香港生活水平提高，一些客貨車司機欲增加收入，遂把這些客貨車改裝成褓姆車，在午膳時間接載學童。當時政府未有監管，直到後期發生褓姆車車禍導致學童受傷，政府才規定所有褓姆車須取得牌照，所有行走路線都有限制。1997年更進行全面規管，車身塗上橙色，以紫色直線顯示。
今時今日，褓姆車在香港仍然很普遍，但形式已經與當年有很大的差別。部份財政比較充裕的學校，由於經濟上可以負擔自己的車隊，所以車輛只會為學校的學生服務，而平時亦停留在學校內。對於經濟能力稍遜的學校，會約定部份褓姆車司機，為學童提供服務。這些司機通常行走固定路線，而且路程比較遠（例如：往返沙頭角至粉嶺），通常都會在一程車內接送區內學生到另一區的多家學校。不過，這些服務不太穩定，有部份司機為了減省交通轉折的時間，更會鼓勵學生轉往同一家學校就讀，以方便接送，因而被其他學校所詬病。但相對於往年的不安全及欠缺監管，今時今日的褓姆車服務已比往日進步得很多了。

## 外部連結
- 香港政府新聞處（页面存档备份，存于）
- 香港巴士大典上的相关条目：學校私家小巴